# 锡热弗雷杜-帕谢库
锡热弗雷杜-帕谢库（葡萄牙語：Sigefredo Pacheco）是巴西皮奥伊州的一个市镇。总面积982.074平方公里，总人口9523人，人口密度9.7人/平方公里。